# Provinciale weg 210
De provinciale weg 210 is een weg in Zuid-Holland en Utrecht die loopt vanaf de A16 bij de afslag Rotterdam-Centrum door de Krimpener- en Lopikerwaard naar de A2 bij de afslag Nieuwegein en heeft een lengte van bijna 50 kilometer.

## Aanleg
De aanleg van het wegdeel tussen Krimpen aan den IJssel en Bergambacht werd in 1950 uitgevoerd. Onderzoek had twintig jaar daarvoor al uitgewezen dat het veenpakket ter plaatse zo dik was dat de gebruikelijke werkwijze niet zou werken. Normaal voor die tijd was een fundatie met een rijzenbed van gevlochten wilgetakken. Echter op een dergelijke laag van "dik water" (veen) zoals in de Krimpenerwaard wordt aangetroffen zou deze oplossing niet afdoende zijn. De gevonden oplossing, een weg op palen, was een voor die tijd uniek alternatief. Op de houten palen werd een hulpvloer gestort waarop betonnen bakken werden geplaatst. Op deze bakken is de weg aangelegd, welke, zeker in vergelijking met de wegen in de directe omgeving, nauwelijks onderhoud behoeft.
In 2003 en in de jaren daarna zijn er plaatselijk, als gevolg van de almaar toenemende verkeersbelasting in combinatie met de asymmetrische grondbelasting van de naderhand aan één zijde aangelegde parallelweg, ernstige verzakkingen ontstaan.

## Verkeershinder
De grootste verkeershinder van de N210 is de Algerabrug, de verbinding tussen Krimpen en Capelle aan den IJssel, direct naast de Stormvloedkering Hollandse IJssel. Als de brug open staat of open heeft gestaan, zorgt dat voor lange files op de Cornelis Gerardus Roosweg (Krimpen) of de Algeraweg (Capelle a/d IJssel), dit hangt af van de avond- of ochtendspits.
Op grond hiervan is besloten dat de rijstroken worden versmald. Hierdoor ontstaat er een rijstrook extra. De rijstrook van Capelle naar Krimpen toe, is verbouwd en er zijn twee rijstroken van gemaakt. Er zijn al heel lang plannen voor een extra metrolijn van Capelsebrug naar Krimpen toe. Ook zijn er plannen voor een extra rijstrook op de Algerabrug waardoor de capaciteit van 3 naar 4 rijstroken gewijzigd wordt.
Nog geen van deze plannen is uitgewerkt.

## Werkzaamheden
De N210 tussen Krimpen aan den IJssel en Bergambacht wordt geheel vernieuwd. De weg was hiervoor op houten palen gebouwd, wat leidde tot regelmatige verzakkingen. Er wordt nu een geheel nieuwe bouwmethode gebruikt. Het fundament van de nieuwe weg bestaat uit circa een meter brede, met steentjes gevulde matras op betonnen palen. Deze palen worden door het veen heen geheid tot ze vast staan op de zandlaag. Hierdoor kan de weg niet verzakken en heeft de weg weinig onderhoud nodig. Elke heipaal wordt voorzien van een betonnen plaat, waarop een waterdoorlatende doek en een soort kunststof visnet worden neergelegd. Het doek wordt gevuld met bouwgranulaat van kleine steentjes van maximaal vier centimeter. Vervolgens wordt het puin strak ingepakt tot een matras, die iets doorzakt op de gedeeltes waar geen steun is van de palen. Samen met de druk van bovenaf ontstaat hierdoor een natuurlijke, oersterke boogconstructie, die leunt op de palen. Het is vergelijkbaar met een eskimohut of de Romeinse bogen.

## Trivia
- De rotonde met de Ingenieur F.E.D. van Enschedeweg even ten zuiden van Benschop ligt precies op het kruispunt van de 52e breedtegraad noord en de 5e lengtegraad oost.
- Het gedeelte tussen de N204 en IJsselstein ligt op het tracé van de nooit aangelegde rijksweg 24 tussen Nieuwegein en Rozenburg (via de noordzijde van Rotterdam)